# BAFTA (премия, 2018)
71-я церемония вручения наград премии BAFTA за заслуги в области британского и международного кинематографа за 2017 год состоялась 18 февраля 2018 года в концертном зале Альберт-холл.
Номинанты были объявлены 9 января 2018 года.

## Список лауреатов и номинантов
Количество наград/номинаций:
- 5/9: «Три билборда на границе Эббинга, Миссури»
- 3/12: «Форма воды»
- 2/9: «Тёмные времена»
- 2/8: «Бегущий по лезвию 2049»
- 1/8: «Дюнкерк»
- 1/5: «Тоня против всех»
- 1/4: «Зови меня своим именем» / «Призрачная нить»
- 1/2: «Малыш на драйве»
- 1/1: «Служанка» / «Я вам не негр» / «Cowboy Dave» / «Poles Apart» / «Я не ведьма»
- 0/3: «Кинозвёзды не умирают в Ливерпуле» / «Леди Бёрд» / «Приключения Паддингтона 2» / «Смерть Сталина»
- 0/2: «Звёздные войны: Последние джедаи» / «Красавица и чудовище» / «Леди Макбет» / «Прочь»

| Победители выделены отдельным цветом. |

### Основные категории
| Категории                                | Номинанты                                                                                             |
| ---------------------------------------- | --- |
| Лучший фильм                             | • «Три билборда на границе Эббинга, Миссури» — Грэм Бродбент, Питер Чернин, Мартин МакДонах           |
| Лучший фильм                             | • «Зови меня своим именем» — Эмили Джордж, Лука Гуаданьино, Марко Морабито, Питер Спирс               |
| Лучший фильм                             | • «Тёмные времена» — Тим Беван, Лиза Брюс, Эрик Феллнер, Энтони Маккартен, Дуглас Урбански            |
| Лучший фильм                             | • «Дюнкерк» — Кристофер Нолан, Эмма Томас                                                             |
| Лучший фильм                             | • «Форма воды» — Гильермо дель Торо, Дж. Майлз Дейл                                                   |
| Лучший британский фильм                  | • «Три билборда на границе Эббинга, Миссури» — Грэм Бродбент, Питер Чернин, Мартин МакДонах           |
| Лучший британский фильм                  | • «Тёмные времена» — Тим Беван, Лиза Брюс, Эрик Феллнер, Энтони Маккартен, Дуглас Урбански            |
| Лучший британский фильм                  | • «Смерть Сталина» — Армандо Ианнуччи, Кевин Лоудер, Лоран Зейтун, Ян Зену, Йен Мартин, Дэвид Шнайдер |
| Лучший британский фильм                  | • «Божья земля» — Фрэнсис Ли, Манон Ардиссон, Джек Тарлинг                                            |
| Лучший британский фильм                  | • «Леди Макбет» — Уильям Олдройд, Фодла Кронин О’Рейли, Элис Бирч                                     |
| Лучший британский фильм                  | • «Приключения Паддингтона 2» — Пол Кинг, Дэвид Хейман, Саймон Фарнэби                                |
| Лучший неанглоязычный фильм              | • «Служанка» — Пак Чхан Ук, Сид Лим (Республика Корея)                                                |
| Лучший неанглоязычный фильм              | • «Коммивояжёр» — Асгар Фархади, Александр Малле-Гай (Иран/Франция)                                   |
| Лучший неанглоязычный фильм              | • «Нелюбовь» — Андрей Звягинцев, Александр Роднянский (Россия/Франция/Германия/Бельгия)               |
| Лучший неанглоязычный фильм              | • «Она» — Пол Верховен, Саид Бен Саид (Франция/Германия)                                              |
| Лучший неанглоязычный фильм              | • «Сначала они убили моего отца» — Анджелина Джоли, Ритхи Пань (Камбоджа/США)                         |
| Лучшая режиссёрская работа               | • Гильермо дель Торо — «Форма воды»                                                                   |
| Лучшая режиссёрская работа               | • Дени Вильнёв — «Бегущий по лезвию 2049»                                                             |
| Лучшая режиссёрская работа               | • Кристофер Нолан — «Дюнкерк»                                                                         |
| Лучшая режиссёрская работа               | • Лука Гуаданьино — «Зови меня своим именем»                                                          |
| Лучшая режиссёрская работа               | • Мартин Макдонах — «Три билборда на границе Эббинга, Миссури»                                        |
| Лучший актёр                             | • Гэри Олдмен — «Тёмные времена» за роль Уинстона Черчилля                                            |
| Лучший актёр                             | • Дэниел Дэй-Льюис — «Призрачная нить» за роль Рейнольдса Вудкока                                     |
| Лучший актёр                             | • Дэниел Калуя — «Прочь» за роль Криса Вашингтона                                                     |
| Лучший актёр                             | • Джейми Белл — «Кинозвёзды не умирают в Ливерпуле» за роль Питера Тернера                            |
| Лучший актёр                             | • Тимоти Шаламе — «Зови меня своим именем» за роль Элио Перлмана                                      |
| Лучшая актриса                           | • Фрэнсис Макдорманд — «Три билборда на границе Эббинга, Миссури» за роль Милдред Хейз                |
| Лучшая актриса                           | • Аннетт Бенинг — «Кинозвёзды не умирают в Ливерпуле» за роль Глории Грэм                             |
| Лучшая актриса                           | • Марго Робби — «Тоня против всех» за роль Тони Хардинг                                               |
| Лучшая актриса                           | • Салли Хокинс — «Форма воды» за роль Элайзы                                                          |
| Лучшая актриса                           | • Сирша Ронан — «Леди Бёрд» за роль Кристин Макферсон                                                 |
| Лучший актёр второго плана               | • Сэм Рокуэлл — «Три билборда на границе Эббинга, Миссури» за роль Джейсона Диксона                   |
| Лучший актёр второго плана               | • Кристофер Пламмер — «Все деньги мира» за роль Пола Гетти                                            |
| Лучший актёр второго плана               | • Хью Грант — «Приключения Паддингтона 2» за роль Феникса Бьюкенена                                   |
| Лучший актёр второго плана               | • Уиллем Дефо — «Проект «Флорида»» за роль Бобби Хикса                                                |
| Лучший актёр второго плана               | • Вуди Харрельсон — «Три билборда на границе Эббинга, Миссури» за роль Билла Уиллоуби                 |
| Лучшая актриса второго плана             | • Эллисон Дженни — «Тоня против всех» за роль Лавоны Голден                                           |
| Лучшая актриса второго плана             | • Кристин Скотт Томас — «Тёмные времена» за роль Клементины Черчилль                                  |
| Лучшая актриса второго плана             | • Лори Меткалф — «Леди Бёрд» за роль Мэрион Макферсон                                                 |
| Лучшая актриса второго плана             | • Лесли Мэнвилл — «Призрачная нить» за роль Сюрил Вудкок                                              |
| Лучшая актриса второго плана             | • Октавия Спенсер — «Форма воды» за роль Зельды                                                       |
| Лучший анимационный полнометражный фильм | • «Тайна Коко» — Ли Анкрич                                                                            |
| Лучший анимационный полнометражный фильм | • «Ван Гог. С любовью, Винсент» — Хью Уэлшман, Дорота Кобела                                          |
| Лучший анимационный полнометражный фильм | • «Жизнь Кабачка» — Клод Баррас                                                                       |
| Лучший оригинальный сценарий             | • Мартин Макдонах — «Три билборда на границе Эббинга, Миссури»                                        |
| Лучший оригинальный сценарий             | • Джордан Пил — «Прочь»                                                                               |
| Лучший оригинальный сценарий             | • Стивен Роджерс — «Тоня против всех»                                                                 |
| Лучший оригинальный сценарий             | • Грета Гервиг — «Леди Бёрд»                                                                          |
| Лучший оригинальный сценарий             | • Гильермо дель Торо, Ванесса Тейлор — «Форма воды»                                                   |
| Лучший адаптированный сценарий           | • Джеймс Айвори — «Зови меня своим именем»                                                            |
| Лучший адаптированный сценарий           | • Аарон Соркин — «Большая игра»                                                                       |
| Лучший адаптированный сценарий           | • Мэтт Гринхалг — «Кинозвёзды не умирают в Ливерпуле»                                                 |
| Лучший адаптированный сценарий           | • Пол Кинг, Самйон Фарнэби — «Приключения Паддингтона 2»                                              |
| Лучший адаптированный сценарий           | • Армандо Ианнуччи, Йен Мартин, Дэвид Шнайдер — «Смерть Сталина»                                      |

### Другие категории
| Категории                                                    | Номинанты                                                                                                |
| ------------------------------------------------------------ | --- |
| Лучшая музыка к фильму                                       | • «Форма воды» — Александр Депла                                                                         |
| Лучшая музыка к фильму                                       | • «Бегущий по лезвию 2049» — Бенджамин Уоллфиш, Ханс Циммер                                              |
| Лучшая музыка к фильму                                       | • «Тёмные времена» — Дарио Марианелли                                                                    |
| Лучшая музыка к фильму                                       | • «Дюнкерк» — Ханс Циммер                                                                                |
| Лучшая музыка к фильму                                       | • «Призрачная нить» — Джонни Гринвуд                                                                     |
| Лучшая операторская работа                                   | • «Бегущий по лезвию 2049» — Роджер Дикинс                                                               |
| Лучшая операторская работа                                   | • «Тёмные времена» — Брюно Дельбоннель                                                                   |
| Лучшая операторская работа                                   | • «Дюнкерк» — Хойте Ван Хойтема                                                                          |
| Лучшая операторская работа                                   | • «Форма воды» — Дан Лаустсен                                                                            |
| Лучшая операторская работа                                   | • «Три билборда на границе Эббинга, Миссури» — Бен Дэвис                                                 |
| Лучшие визуальные эффекты                                    | • «Бегущий по лезвию 2049» — Ричард Р. Гувер, Пол Ламберт, Герд Нефцер, Джон Нельсон                     |
| Лучшие визуальные эффекты                                    | • «Дюнкерк» — Пол Корбоулд, Скотт Фишер, Эндрю Джексон, Эндрю Локли                                      |
| Лучшие визуальные эффекты                                    | • «Форма воды» — Дэннис Берарди, Трей Харрелл, Майк Хилл, Кевин Скотт                                    |
| Лучшие визуальные эффекты                                    | • «Звёздные войны: Последние джедаи» — Стивен Эплин, Крис Корбоулд, Бен Моррис, Нил Скэнлэн              |
| Лучшие визуальные эффекты                                    | • «Планета обезьян: Война» — Дэниел Барретт, Дэн Леммон, Джо Леттери, Джоэл Вист                         |
| Лучший грим и причёски                                       | • «Тёмные времена» — Дэвид Малиновски, Ивана Приморак, Люси Сиббик, Казуиро Тсудзи                       |
| Лучший грим и причёски                                       | • «Бегущий по лезвию 2049» — Дональд Моуэт, Керри Уорн                                                   |
| Лучший грим и причёски                                       | • «Виктория и Абдул» — Дэниэл Филлипс                                                                    |
| Лучший грим и причёски                                       | • «Тоня против всех» — Дебора Ла Миа Денавер, Адруита Ли                                                 |
| Лучший грим и причёски                                       | • «Чудо» — Наоми Бакстед, Роберт Пандини, Арджен Туйтен                                                  |
| Лучшая работа художника-постановщика                         | • «Форма воды» — Пол Остенберри, Джефф Мелвин, Шейн Вайо                                                 |
| Лучшая работа художника-постановщика                         | • «Бегущий по лезвию 2049» — Деннис Гасснер, Алессандра Керсола                                          |
| Лучшая работа художника-постановщика                         | • «Дюнкерк» — Натан Кроули, Гэри Феттис                                                                  |
| Лучшая работа художника-постановщика                         | • «Красавица и чудовище» — Сара Гринвуд, Кэти Спенсер                                                    |
| Лучшая работа художника-постановщика                         | • «Тёмные времена» — Сара Гринвуд, Кэти Спенсер                                                          |
| Лучший дизайн костюмов                                       | • «Призрачная нить» — Марк Бриджес                                                                       |
| Лучший дизайн костюмов                                       | • «Красавица и чудовище» — Жаклин Дюрран                                                                 |
| Лучший дизайн костюмов                                       | • «Тёмные времена» — Жаклин Дюрран                                                                       |
| Лучший дизайн костюмов                                       | • «Тоня против всех» — Дженнифер Джонсон                                                                 |
| Лучший дизайн костюмов                                       | • «Форма воды» — Луис Секейра                                                                            |
| Лучший монтаж                                                | • «Малыш на драйве» — Джонатан Амос, Пол Мачлисс                                                         |
| Лучший монтаж                                                | • «Бегущий по лезвию 2049» — Джо Уокер                                                                   |
| Лучший монтаж                                                | • «Дюнкерк» — Ли Смит                                                                                    |
| Лучший монтаж                                                | • «Форма воды» — Сидни Волински                                                                          |
| Лучший монтаж                                                | • «Три билборда на границе Эббинга, Миссури» — Джон Грегори                                              |
| Лучший звук                                                  | • «Дюнкерк» — Ричард Кинг, Грэг Ландакер, Гэри А. Риццо, Марк Вайнгартен                                 |
| Лучший звук                                                  | • «Малыш на драйве» — Тим Кавагин, Мэри Х. Эллис, Джулиан Слэйтер                                        |
| Лучший звук                                                  | • «Бегущий по лезвию 2049» — Рон Бартлетт, Дагг Хэмпилл, Марк Манджини, Мак Рут                          |
| Лучший звук                                                  | • «Форма воды» — Кристиан Кук, Глен Готье, Нэйтан Робиталь, Брэд Зёрн                                    |
| Лучший звук                                                  | • «Звёздные войны: Последние джедаи» — Рен Кляйс, Дэвид Паркер, Майкл Семаник, Стюарт Уилсон, Мэттью Вуд |
| Лучший документальный фильм                                  | • Я вам не негр — Рауль Пек                                                                              |
| Лучший документальный фильм                                  | • Город призраков — Мэтт Хейнеман                                                                        |
| Лучший документальный фильм                                  | • Икар — Брайан Фогель                                                                                   |
| Лучший документальный фильм                                  | • Неудобная планета — Бонни Коэн, Джо Шенк                                                               |
| Лучший документальный фильм                                  | • Джейн — Бретт Морген                                                                                   |
| Лучший короткометражный фильм                                | • Cowboy Dave — Колин О’Тул, Джонас Мортенсен                                                            |
| Лучший короткометражный фильм                                | • Aamir — Вика Евдокименко, Эмма Стоун, Оливер Шастер                                                    |
| Лучший короткометражный фильм                                | • A Drowning Man — Махди Флейфел, Синье Бирдж Серенсен, Патрик Кэмпбелл                                  |
| Лучший короткометражный фильм                                | • Work — Анайл Кариа, Скотт О’Доннелл                                                                    |
| Лучший короткометражный фильм                                | • Wren Boys — Гарри Лайтон, Сорча Бэкон, Джон Фицпатрик                                                  |
| Лучший анимационный короткометражный фильм                   | • Poles Apart — Палома Баеза, Сер Эн Лоу                                                                 |
| Лучший анимационный короткометражный фильм                   | • Have Heart — Уилл Андерсен                                                                             |
| Лучший анимационный короткометражный фильм                   | • Mamoon — Бен Стир                                                                                      |
| Лучший дебют британского сценариста, режиссёра или продюсера | • Рунгано Ниони (режиссёр, сценарист), Эмили Морган (продюсер) — «Я не ведьма»                           |
| Лучший дебют британского сценариста, режиссёра или продюсера | • Гарет Танли (режиссёр, сценарист, продюсер), Джек Хэйли Гаттманн, Том Митен (продюсеры) — «Упырь»      |
| Лучший дебют британского сценариста, режиссёра или продюсера | • Уильям Олдройд (режиссёр), Элис Бирч (сценарист), Фодла Кронин О’Рейли (продюсер) — «Леди Макбет»      |
| Лучший дебют британского сценариста, режиссёра или продюсера | • Томас К. Нэппер (режиссёр), Джонни Харрис (сценарист, продюсер) — «Челюсть»                            |
| Лучший дебют британского сценариста, режиссёра или продюсера | • Люси Коэн (режиссёр) — «Наше королевство»                                                              |
| Восходящая звезда                                            | • Дэниел Калуя                                                                                           |
| Восходящая звезда                                            | • Флоренс Пью                                                                                            |
| Восходящая звезда                                            | • Тесса Томпсон                                                                                          |
| Восходящая звезда                                            | • Джош О’Коннор                                                                                          |
| Восходящая звезда                                            | • Тимоти Шаламе                                                                                          |